# Schombolaelia
× Schombolaelia, (abreviado Smbl) en el comercio, es un híbrido intergenérico entre los géneros de orquídeas Laelia × Schomburgkia. Fue publicado en Orchid Rev. 21: 254 (1913).